# 埃萊亞薩古斯曼巴龍區

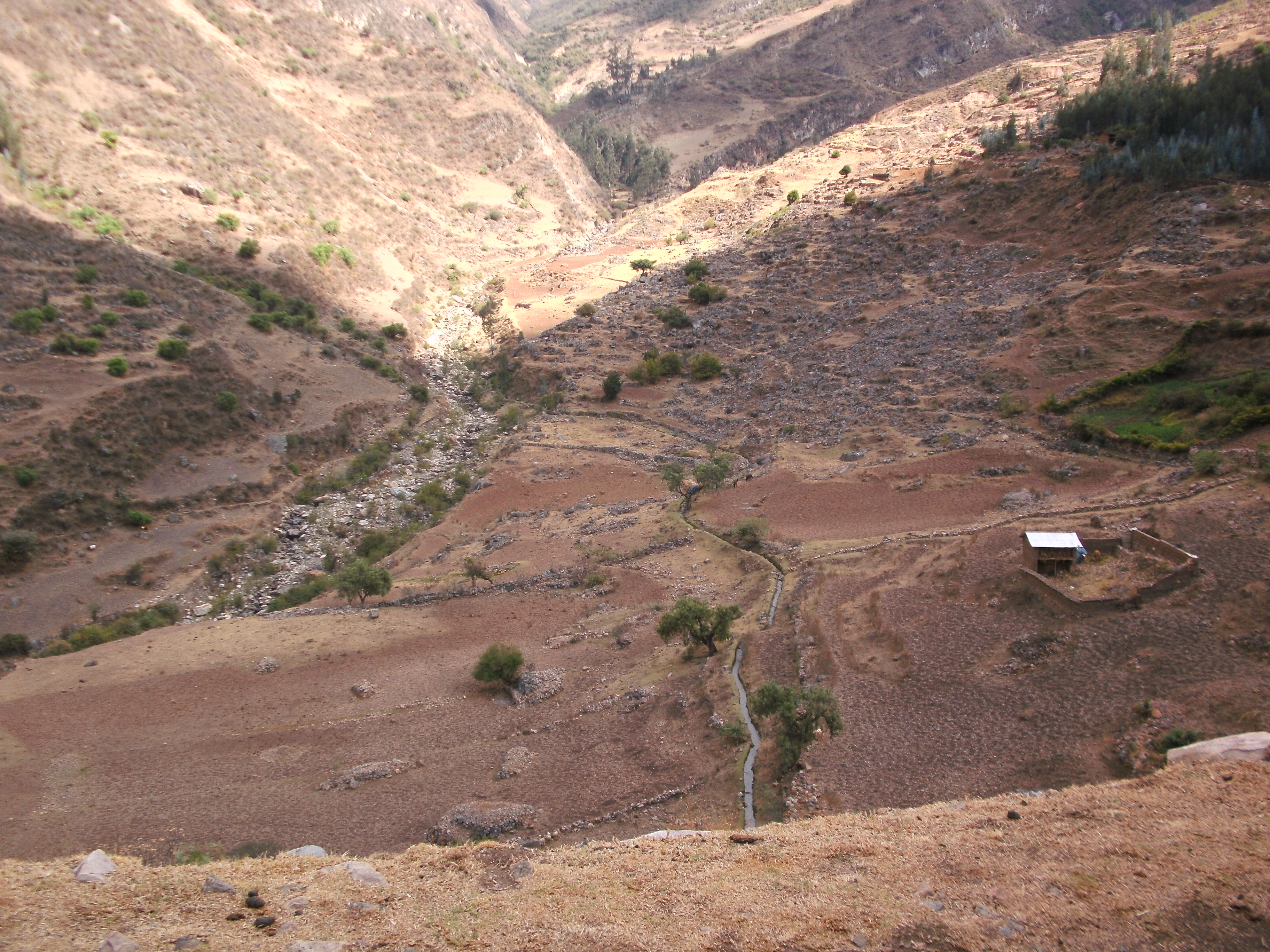

埃萊亞薩古斯曼巴龍區（西班牙語：Distrito de Eleazar Guzmán Barrón），是秘魯的一個區，位於該國北部安卡什大區的馬里斯卡爾盧蘇里加省，始建於1985年12月13日，面積93.96平方公里，海拔高度2,950米，2005年人口1,222，人口密度為每平方公里13人。